# Schlacht von Alcoraz
Die Schlacht von Alcoraz war eine Feldschlacht bei der Stadt Huesca während der Reconquista, in der die Streitmacht Peters I., des Königs von Aragón und Pamplona, mithilfe in Südfrankreich rekrutierter Truppen am 18. November 1096 die vereinigten Streitkräfte der Emire von Huesca, Játiva und Denia und des Emirs Ahmad II. al-Musta'in sowie der kastilischen Feldherren García Ordóñez und Gonzalo Núñez de Lara besiegte. Letztere waren von Alfons VI., dem König von León, geschickt worden, um den Taifa-König von Saragossa gegen seinen Rivalen Peter I. zu unterstützen.

## Geschichte
Bei der Belagerung von Huesca hatte Sancho I. von Aragón, der Vater Peters I., dessen Vater Ramiro I. von Aragón in der Schlacht von Graus gegen die Hudiden gefallen war, am 4. Juni 1094 durch einen gegnerischen Pfeil eine Wunde erlitten, an der er kurz darauf verstarb. Vor seinem Tod nahm er seinem Sohn Peter das Versprechen ab, die Belagerung fortzusetzen, bis Huesca erobert sei.
Mit geistlichem Beistand Papst Urbans II., der auf der Synode von Clermont 1095 zum Heiligen Krieg gegen die Muslime aufgerufen, die Vergebung von Sünden im Todesfall versprochen und zur Unterstützung bei der Einnahme Huescas als Vorläufer späterer Kreuzzüge einen Legaten geschickt hatte, unternahm Peter I. Anfang des Jahres 1095 tatsächlich neue Anstrengungen zur Belagerung der Stadt. Durch Einnahme wichtiger östlicher Außenposten schnitt er sie zunächst von der Stadt Barbastro ab. Ab Mai 1095 ließ Peter, der bereits fünf Kilometer östlich von Huesca über die 1088 errichtete Burg Montearagón bei Quicena verfügte, zwei Kilometer westlich vor der Stadt noch ein befestigtes Lager errichten. Die Anlage eines Belagerungsrings konnte er im Sommer oder Herbst 1096 abschließen. Zu dieser Zeit war die Streitmacht Peters durch Hilfstruppen, die er dank familiärer Beziehungen und päpstlicher Unterstützung in Südfrankreich rekrutieren konnte, auf volle Stärke angewachsen. Unterdessen hatte sich die Situation in der belagerten Stadt deutlich verschlechtert. Am 18. November 1096 stellte sich ein muslimisches Heer unter Führung des Emirs von Saragossa, der der belagerten Stadt zur Hilfe geeilt war, in der Ebene von Alcoraz bei Huesca mit seinen Verbündeten einer Feldschlacht, die die Aragonesen für sich entscheiden konnten. In der Nacht nach der Schlacht trat Ahmad II. al-Musta'in den Rückzug an.
Wenige Tage später, am 28. November 1096, zog Peter I. in Huesca, das sich daraufhin kampflos ergeben hatte, ein und erhob die Stadt zur Hauptstadt seiner Länder. Seine Residenz verlegte er nach Huesca, das Bistum Huesca wurde wieder errichtet. Zur Fortführung der Reconquista verbündete sich Peter 1097 mit dem kastilischen Warlord Rodrigo Díaz „El Cid“ de Vivar.
Zur Erinnerung an die Schlacht benannte der Fußballverein SD Huesca seine bis 1972 erbaute Spielstätte Estadio El Alcoraz.

## Legende und Heraldik

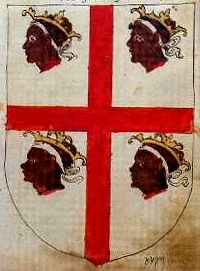
„Kreuz von Alcoraz“, Darstellung aus dem Jahr 1536

Nach einer Legende des 13. Jahrhunderts erschien der Heilige Georg während der Schlacht in der Gestalt eines „weißen Ritters“, um die Bemühungen der Reconquista zu unterstützen. Peter III. von Aragón verwendete – diese Legende aufgreifend – spätestens 1281 ein Siegel mit dem „Kreuz von Alcoraz“, welches aus einem Georgskreuz mit vier Maurenköpfen besteht. Die Mauren- oder Mohrenköpfe symbolisieren in diesem Hoheitszeichen die besiegten Maurenherrscher. Das Zeichen gelangte in das Wappen Aragóns und wurde nach dem Frieden von Anagni (1295) auch ein Symbol für Sardinien. Ein Teil des Zeichens, ein Maurenkopf, gelangte darüber hinaus als Herrschaftszeichen und als Symbol der Unabhängigkeit der Nachbarinsel Korsika in die dortige Heraldik.